# Мохаммед Кудус
Мохаммед Кудус (фр. Mohammed Kudus, нар. 2 серпня 2000, Аккра, Гана) — ганський футболіст, атакувальний півзахисник англійського клубу «Тоттенгем Готспур» та національної збірної Гани.

## Клубна кар'єра
Футболом Мохаммед Кудус почав займатися у віці 12-ти років в академії місцевого клубу «Райт ту Дрім». пізніше футболіст переїхав до Європи. де приєднався до футбольної школи данського клубу «Норшелланн». У серпні 2018 року він дебютував у першій команді в турнірі данської Суперліги.
У липні 2020 року Кудус підписав п'ятирічний контракт з нідерландським «Аяксом». Контракт півзахисника вартував амстердамському клубу 9 млн євро. Дебют ганця у Ередивізі відбувся 20 вересня того року. 21 жовтня у матчі Ліги чемпіонів проти «Ліверпуля» Кудус зазнав важкої травми меніска, яка вибили його з гри на кілька місяців.

## Збірна
З 2019 року Мохаммед Кудус є гравцем національної збірної Гани. У січні 2022 року був внесений в заявку збірної Гани на участь у Кубку африканських націй у Камеруні.

## Статистика виступів

### Статистика виступів за збірну
Станом на 18 червня 2023 року
| Дата       | Місто        | Господарі           | Результат        | Гості               | Турнір                                  | Голи | Примітки  |
| ---------- | ------------ | ------------------- | ---------------- | ------------------- | --------------------------------------- | ---- | --------- |
| 14-11-2019 | Кейп-Кост    | Гана                | 2 – 0            | ПАР                 | Відбір до Кубка африканських націй 2021 | 1    | 61'       |
| 18-11-2019 | Сан-Томе     | Сан-Томе і Принсіпі | 0 – 1            | Гана                | Відбір до Кубка африканських націй 2021 | -    | 65'       |
| 25-3-2021  | Йоганнесбург | ПАР                 | 1 – 1            | Гана                | Відбір до Кубка африканських націй 2021 | 1    |           |
| 28-3-2021  | Кейп-Кост    | Гана                | 3 – 1            | Сан-Томе і Принсіпі | Відбір до Кубка африканських націй 2021 | -    | 79'       |
| 8-6-2021   | Рабат        | Марокко             | 1 – 0            | Гана                | товариський матч                        | -    | 32'       |
| 11-6-2021  | Кейп-Кост    | Гана                | 0 – 0            | Кот-д'Івуар         | товариський матч                        | -    |           |
| 9-10-2021  | Кейп-Кост    | Гана                | 3 – 1            | Зімбабве            | Відбір до ЧС 2022                       | 1    | 31' 90+2' |
| 12-10-2021 | Хараре       | Зімбабве            | 0 – 1            | Гана                | Відбір до ЧС 2022                       | -    | 86'       |
| 11-11-2021 | Совето       | Ефіопія             | 1 – 1            | Гана                | Відбір до ЧС 2022                       | -    |           |
| 14-11-2021 | Кейп-Кост    | Гана                | 1 – 0            | ПАР                 | Відбір до ЧС 2022                       | -    | 12'       |
| 25-3-2022  | Кумасі       | Гана                | 0 – 0            | Нігерія             | Відбір до ЧС 2022                       | -    |           |
| 29-3-2022  | Абуджа       | Нігерія             | 1 – 1            | Гана                | Відбір до ЧС 2022                       | -    | 73'       |
| 1-6-2022   | Кейп-Кост    | Гана                | 3 – 0            | Мадагаскар          | Відбір до Кубка африканських націй 2023 | 1    | 87'       |
| 5-6-2022   | Луанда       | ЦАР                 | 1 – 1            | Гана                | Відбір до Кубка африканських націй 2023 | 1    |           |
| 10-6-2022  | Кобе         | Японія              | 4 – 1            | Гана                | товариський матч                        | -    | 68'       |
| 14-6-2022  | Суйта        | Чилі                | 0 – 0 (1-3 п.п.) | Гана                | товариський матч                        | -    |           |
| 23-9-2022  | Гавр         | Бразилія            | 3 – 0            | Гана                | товариський матч                        | -    | 83'       |
| 27-9-2022  | Лорка        | Нікарагуа           | 0 – 1            | Гана                | товариський матч                        | -    | 90+3'     |
| 24-11-2022 | Доха         | Португалія          | 3 – 2            | Гана                | ЧС 2022 - груповий етап                 | -    | 45' 77'   |
| 28-11-2022 | Ер-Раян      | Південна Корея      | 2 – 3            | Гана                | ЧС 2022 - груповий етап                 | 2    | 83'       |
| 2-12-2022  | Ель-Вакра    | Гана                | 0 – 2            | Уругвай             | ЧС 2022 - груповий етап                 | -    | 90+8'     |
| 23-3-2023  | Кумасі       | Гана                | 1 – 0            | Ангола              | Відбір до Кубка африканських націй 2023 | -    |           |
| 27-3-2023  | Луанда       | Ангола              | 1 – 1            | Гана                | Відбір до Кубка африканських націй 2023 | -    | 71'       |
| 18-6-2023  | Антананаріву | Мадагаскар          | 0 – 0            | Гана                | Відбір до Кубка африканських націй 2023 | -    | 80'       |
| Усього     |              | Матчів              | 24               |                     | Голів                                   | 7    |           |

## Титули і досягнення
- Чемпіон Нідерландів (2):

«Аякс»: 2020/21, 2021/22
- Володар Кубка Нідерландів (1):

«Аякс»: 2020/21